# Węgoryty
Węgoryty (deutsch Wangritten) ist ein Ort in der polnischen Woiwodschaft Ermland-Masuren. Er gehört zur Gmina Bartoszyce (Landgemeinde Bartenstein) im Powiat Bartoszycki (Kreis Bartenstein (Ostpr.)).

## Geographische Lage
Węgoryty liegt in der nördlichen Mitte der Woiwodschaft Ermland-Masuren, 32 Kilometer südöstlich der früheren und heute auf russischem Hoheitsgebiet gelegenen Kreisstadt Friedland (russisch Prawdinsk) bzw. zehn Kilometer südöstlich der heutigen Kreismetropole Bartoszyce (deutsch Bartenstein).

## Geschichte
Bei Wangerithen, nach  1427 Wangaritten und nach 1442 Wangeritten genannt handelte es sich um ein großes Gut, Besitzer des Gutes waren 1616 Nickel Knobloch, 1727 und ebenso 1752 die Familie Queis, und ab 1774 Familie von Knobloch. 1874 kam der Ort zum Amtsbezirk Rothgörken (polnisch Czerwona Górka) im ostpreußischen Kreis Friedland (ab 1927: „Kreis Bartenstein“) eingegliedert wurde. Von 1905 bis 1945 war das Gut im Besitz der Familie von Menges. Am 29. August 1906 wurde der Gutsbezirk Wangritten aus Teilen des Gutsbezirks Glittehnen (polnisch Glitajny) gebildet. Im Jahre 1910 zählte Wangritten 146 Einwohner, von denen 50 zum Gutsbezirk und 96 zur Landgemeinde gehörten.
Das Gut Wangritten umfasste im Jahre 1945 eine Größe von 265 Hektar, bei 137 Hektar Acker, 28 Hektar Wiesen, 73 Hektar Weiden, 22 Hektar Wald und vier Hektar Unland.
Am 30. September 1928 wurde der Gutsbezirk Wangritten in die Landgemeinde eingegliedert. Als wenig später der Amtsbezirk Rothgörken aufgelöst wurde, kam Wangritten zum Amtsbezirk Maxkeim (polnisch Maszewo), dem der Ort bis 1945 angehörte.
Im Jahre 1933 belief sich die Zahl der Einwohner Wangrittens auf 176, im Jahre 1939 auf 186.
In Kriegsfolge kam das gesamte südliche Ostpreußen 1945 zu Polen. Wangritten erhielt die polnische Namensform „Węgoryty“ und ist heute eine Ortschaft innerhalb der Landgemeinde Bartoszyce (Bartenstein) im Powiat Bartoszycki (Kreis Bartenstein (Ostpr.)), von 1975 bis 1998 der Woiwodschaft Olsztyn, seither der Woiwodschaft Ermland-Masuren zugehörig. Im Jahre 2021 zählte Węgoryty 64 Einwohner.

## Religion
Christentum
Bis 1945 war Wangritten in die evangelische Kirche Gallingen (polnisch Galiny) in der Kirchenprovinz Ostpreußen der Kirche der Altpreußischen Union, außerdem in die römisch-katholische Kirche St. Bruno in Bartenstein im damaligen Bistum Ermland eingepfarrt.
Heute gehört Węgoryty katholischerseits zur Mariä-Himmelfahrt-Kirche in Galiny (Gallingen) im jetzigen Erzbistum Ermland, evangelischerseits zur Kirchengemeinde in Bartoszyce, einer Filialgemeinde der Johanneskirche in Kętrzyn (Rastenburg) in der Diözese Masuren der Evangelisch-Augsburgischen Kirche in Polen.

## Verkehr
Węgoryty liegt südlich der verkehrsreichen polnischen Woiwodschaftsstraße 592 (frühere deutsche Reichsstraße 135) und ist von Maszewo (Maxkeim) aus in Richtung Kosy (Quossen) zu erreichen. Eine Anbindung an den Bahnverkehr besteht nicht.

## Persönlichkeit
Aus dem Ort gebürtig
- Dietrich Wilhelm von Menges (* 26. Oktober 1909 auf Wangritten), deutsche Industriemanager († 1994)